# Ololygon muriciensis
Espèce
Synonymes
- Scinax muriciensis Cruz, Nunes & De Lima, 2011

Statut de conservation UICN

 CR B1ab(iii) : 
En danger critique
Ololygon muriciensis est une espèce d'amphibiens de la famille des Hylidae.

## Répartition
Cette espèce est endémique d'Alagoas au Brésil. Elle se rencontre dans la municipalité de Murici entre 200 et 600 m d'altitude.

## Habitat
C'est une espèce arboricole qui vit dans les arbres de la forêt atlantique. On peut la trouver dans les broméliacées remplies d'eau

## Description
Les mâles mesurent de 27,0 à 28,9 mm.

## Étymologie
Son nom d'espèce, composé de murici et du suffixe latin -ensis, « qui vit dans, qui habite », lui a été donné en référence au lieu de sa découverte, Murici.

## Publication originale
- Cruz, Nunes & De Lima, 2011 : A new Scinax Wagler belonging to the S. catharinae clade (Anura: Hylidae) from the State of Alagoas, northeastern Brazil. Zootaxa, no 3096, p. 18–26.